# Кулосега (селище)
Кулосега (рос. Кулосега) — селище в Пінезькому районі Архангельської області Російської Федерації.
Населення становить 281 особу. Входить до складу муніципального утворення Сосновське муніципальне утворення.

## Історія
Від 1937 року належить до Архангельської області.
Орган місцевого самоврядування від 2004 року — Сосновське муніципальне утворення.

## Населення
| 2002 | 2010 | 2012 |
| ---- | ---- | ---- |
| 322  | ↘211 | ↗281 |